# ケンチとすみれ
ケンチとすみれ（けんちとすみれ）は、NHKが1967年10月24日から1968年10月8日まで放送したテレビドラマである。モノクロ放送、全47回。
遅咲きの新人と言われた藤岡琢也の初のテレビ主演作品であり、青島幸男は番組途中で参議院議員選挙出馬のため突然の降板となった。1966年に日本エッセイスト・クラブ賞を受賞した西山夘三の『住み方の記』を原作としている。

## あらすじ
昭和初期、建築家志望の立浪健一ことケンチは、父親の故郷である旧制高知高校に入学し、南溟寮に入寮する。そこには渡り廊下に椅子を二脚だけならべた床屋の主人おいちゃんとその娘であるすみれがいた。また近くの割烹旅館には高知高校生が憧れるマドンナとよばれる国子がいた。同級生の牛乳、坊やとともにケンチは寮内で起きる珍事に巻きこまれていく。
1968年6月18日放送分より、ケンチとすみれの四人の子供が登場し、ケンチたちと現代っ子と設定された子供たちの対照的な姿を描く展開となった。

## キャスト
- ケンチ（立浪健一）：藤岡琢也
- 曽我すみれ：林美智子
- 牛乳（甲田玄三）：青島幸男
- 坊や（畑山正）：山本耕一
- マドンナ（国子）：野川由美子
- 寮長：草野大悟
- 長女・雛子：岩井友見[5]
- 次女・ナナ：佐良直美[5]
- 長男・端午：松山省二[5]
- 次男・藤吉郎[6]：小野川公三郎[5]
- 床屋のおんちゃん：松岡与志雄
- 亜紀（ケンチの初婚の妻）：波野久里子
- 玉杯堂の旦那：三波伸介
- おでん屋の娘・お玉：御影京子
- 日下武史
- 中村鴈治郎
- 春川ますみ
- ルナ：姫ゆり子
- 瀬戸内先生：大坂志郎
- 瀬戸内夫人：吉行和子
- 設計事務所事務員：親桜子[7]
- 牛乳店店員・島木：松原マモル[8]
- 美容院見習い・ミサ子：原田あけみ[9]
- 絹子：夏圭子
- ヒゲの男：橋本功

## スタッフ
- 脚本 - 阪田寛夫[1][2]、土井行夫[1][2]
- 音楽 - いずみたく[1][2]
- 演出 - （一回ー十回）吉田直哉[1][2]・（十一回以降）近藤晋[2]、篠原篤彦[2]、大原誠[2]
- 制作 - 関谷雅行、古閑三千郎[1][2]

## 番組の現存状況
当時の2インチマスターテープが高価で何度も上書き使用されていたため、アーカイブには全く映像が残っていなかった。番組発掘プロジェクトでは番組関係者及び視聴者に録画した番組のテープの募集している。
2018年現在、現存している映像として、仁科亜季子から提供された第36回の部分録画（約13分）と一般視聴者から提供された第36回の全体および第37回の部分録画（約35分）がある。